# 光岡・オロチ
オロチ（大蛇、Orochi）は、かつて光岡自動車が製造・販売していたクーペ型乗用車である。 光岡ではオロチをファッションスーパーカーというカテゴリーに分類していた。

## 概要
キャッチコピーは「本能の誘惑。煩悩の悦楽。」車名の通り、日本神話に登場するヤマタノオロチにヒントを得た有機的なデザインが最大の特徴。車体寸法は全長4,560 mm、全幅2,035 mm、全高1,180 mmであり、幅広で低いプロポーションを持つ。なお、日本国内でこれまでに市販された日本車において全幅が2.0 mを超える車種は、オロチの他にはトヨタ・メガクルーザーのみである。
光岡の他車種とは異なりベース車はなく、自社製のフレームを使用している。そのため、同社にとってはゼロワン以来2作目の型式認証車となった。
パワートレインは、レクサス・RX330用である3MZ-FE型 3.3 L V型6気筒エンジンとアイシンAW（現：アイシン）製5速ATの組み合わせがそのまま採用され、横置きミッドシップレイアウトを採用している。当初は本田技研工業からNSX用のパワートレインの供給を要望していたが、欧米の排ガス規制強化によるNSXの生産終了を理由に断念された。ステアリングホイール及びエアバッグモジュールはスズキから供給を受け、ブレーキはホンダ・レジェンド用、外装の一部パーツにはマツダ・ロードスター用、ハイマウントストップランプのレンズはホンダ・S2000用、リフレクター兼バックアップランプのレンズはマツダ・RX-7用、リアコンビランプ(内部のみ)はマツダ・RX-8(後期型)用の部品を流用している。
1,580kgの車重に対し233馬力と控えめなエンジン出力や、トランスミッションはATのみでMTの設定はないなど、スポーツ走行を重視したパッケージングではないが、スタイリングを手がけた青木孝憲によれば「ファッションスーパーカー」というコンセプトのもと、「優越感にひたって雰囲気を楽しめるが、スーパーカー特有の扱い難さを極力排し、日常的に使えるクルマ」に仕上げたという。そのため静粛性を考慮したエンジンの設定や、足回りやバケットシートも柔らかめの設定であるなど、走行性能よりも居住性を重視した設計となっている。またミッドシップレイアウトではあるが、ボディに対して比較的小型のエンジンを横置きにしてあるため、シートの後ろに荷物置きがあり、エンジンとボディの後端までの間に小型のトランクスペースが存在する。トランスミッションがATのみとなった事情は、日本の交通事情（坂道や渋滞など）を考慮して、高額な型式認定を受ける車型を減らし、販売価格を抑えるためであるという。

## 歴史

### コンセプトモデル
オロチの初登場は、光岡が初めてモーターショーに出展した2001年（平成13年）開催の第35回東京モーターショーである。
初出展の記念としてコンセプトカーを作ることとなり、ホンダ・NSXをベースとし、ワンオフのマルチチューブラーフレームとボディをかぶせたショーカーを制作して展示した。
これが公開されると光岡ブースには人だかりができ、この時点でわずか数十名ながら購入希望が寄せられたことを受け、商品化が決定したという。
この反響を受け、2年後の2003年（平成15年）第37回東京モーターショーに登場した第二次コンセプトモデルは、日本の保安基準に適合すべく、大規模なフェイスリフトを実施した。また、フェラーリ・512TRを参考にした自社製シャシを開発するなど、その内容も大きく変化しており、市販化に向け作業は進行した。

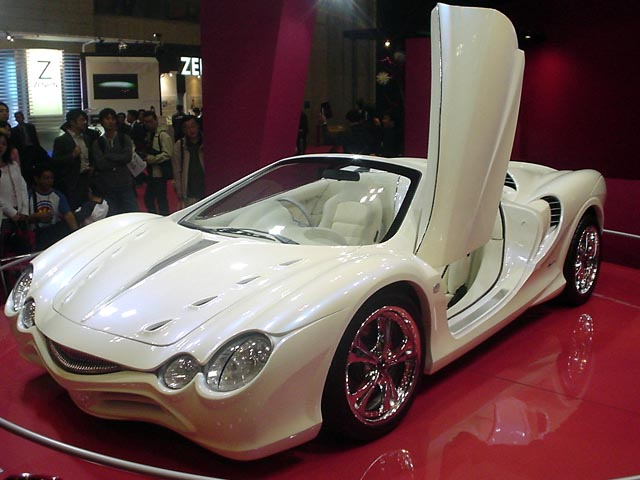
第39回モーターショー出品
「大蛇・ヌードトップロードスター」

2005年（平成17年）開催の第39回東京モーターショーにおいて、3度目（乗用車部門）となる出展をした光岡自動車は、プレスデー初日となる10月19日に「大蛇」市販化の概要を発表した。この時のパワートレインは2003年に発表されたものと同様である。この第39回モーターショーには、追加バリエーションとしてシザーズドア採用のロードスターモデル、「オロチ ヌードトップロードスター」をデザインスタディ扱いで出展していた。

### 市販モデル
2006年10月2日、光岡はオロチの市販を発表し、翌日より予約を開始した。
過去のオリジナルカーであるゼロワンは当初生産規模が限定される「組立車」であったが、本車は量産を前提とした光岡・ABA-MSP1型として、国土交通省の型式認定を取得している。
400台の完全受注生産となり、内装色については25色、ボディカラーについては約300色の中からオーダーが可能で、特別色の配合についても受け付ける。手作業での生産となるため、最後の1台が完成するのは製造開始から4年後と言われ、2007年4月23日には予約者への納車が開始された。
2008年1月30日、特別限定車として大蛇・零（オロチ・ゼロ）を発表。ボンネットやヘッドライトなどの装飾を少なくし、塗装を一色に絞り、コストを抑えた廉価モデルとなる。車両本体価格は934万5,000円。「自動車人気復興大作戦」というオロチプロジェクトの一環として計画された。
2008年9月26日、オロチ2009モデルを発表・予約開始。変更点は内外装の仕様変更のみ。従来のボディカラー300色と内装本革20色はオプションとし、新たに標準色を設定することで価格を抑えている。また、鎧兜をイメージしてカーボンエアロパーツを装着した大蛇・兜（オロチ・カブト）も5台限定で発売。なお、オロチ・ゼロは設定されていない。
2009年12月、アメリカのギターメーカーであるリッケンバッカー社とのコラボレーションによる特別限定車、「オロチ・リッケンバッカー」を発表。5台を限定で予約発売した。車体にリッケンバッカーのトラスロッドカバーの形を模したエンブレムと、シートにギターの弦とテールピースの形状をデザイン化したステッチを施す等の意匠が施されている。
2010年6月4日 特別仕様車「Gold Premium」を設定し発売。「オロチ ゴールドプレミアム」は、装飾品を豪華にした特別仕様車。“ファッションスーパーカー”と銘打ったその仕様は、ゴールドパールのボディカラー、専用フロントリップスポイラーとリアウィング、エンブレムなどが装備として追加。インテリアもシートやステアリングホイールが赤ステッチ入りの黒いアルカンターラ仕上げとなる。排気系では4本出しスポーツマフラーが専用品となっている。20台の限定で価格は1,050万円。
2014年4月16日、保安基準や社外から調達する部品の供給などを理由に生産終了が発表された。同月23日に最終モデルである「ファイナル オロチ」が5台限定で発表された。
エヴァンゲリオン オロチ
2014年11月、セブン-イレブン（7-11）との共同企画でアニメ『新世紀エヴァンゲリオン』とのコラボモデル「エヴァンゲリオン オロチ」を限定1台で7-11の全国各店で受け付けた（当時の予価は税込1,600万円）。カラーリングは同作のメカニックデザインを担当した山下いくとが手がけた。この車は新車ではなく、光岡自動車が所有していたデモカーをカスタマイズしたもの。締め切られるまでの総応募数は588件であったという。
翌2015年5月末には、その中から厳正な審査によって選ばれた一般の個人（未公表）に納車が完了したが、注目度の高さから、その後も何度かオーナーより借り受ける形で一般へ公開されている。直近では同年7月に開催される「ワンダーフェスティバル」のエヴァンゲリオンブースで公開し、その直後、東京都港区にあるミツオカギャラリー麻布で1週間ほど展示された。
なお、スピンオフ作品の新世紀エヴァンゲリオン 碇シンジ育成計画 (漫画)の第6巻で赤木リツコが愛車として利用している。
その他
テレビアニメ「妖怪ウォッチ」第26話で妖怪オロチが本車両に乗車している。

### 年譜
- 2001年 - 第35回東京モーターショーに出品。
- 2003年 - 第37回東京モーターショーに出品。
- 2005年 - 第39回東京モーターショーに出品。
- 2006年6月26日 - 3MZ-FEエンジンとU151Eトランスミッションを組み合わせた売買契約をトヨタ自動車と締結。
- 2006年7月27日 - 上記契約の発表。
- 2006年10月3日 - 予約受付開始予定。
- 2006年11月30日 - あなたが選ぶカー・オブ・ザ・イヤーにてインターネットを使った一般投票によってスポーツカー・オブ・ザ・イヤーを受賞[6]。
- 2007年4月23日 - 予約者への納車が開始。
- 2007年 - 第40回東京モーターショーに、随所にカーボンファイバーやプラチナ箔をあしらったデザインスタディーモデル「大蛇・兜」を出品、後に5台限定で市販。
- 2008年1月30日 - 「大蛇・零」の発表。同日予約開始。
- 2014年4月16日 - 生産終了がアナウンスされ、5台限定で最終モデル「ファイナル オロチ」が発売された。
- 2014年5月12日 - 「ファイナル オロチ」完売に伴い販売終了。今後、6月から9月にかけて生産される。
- 2014年9月末 - 生産終了。
- 2014年11月14日 - 限定1台「エヴァンゲリオン オロチ」をセブン-イレブン限定で抽選販売。
- 2014年12月下旬 - 販売終了。
- 2018年9月6日 - 限定1台「デビルマンオロチ」を抽選販売[注 4]。